# Eliza Douglas
Eliza Douglas (nacida en 1984) es una artista contemporánea estadounidenseconocida principalmente por sus pinturas y performances, aunque también trabaja con escultura y fotografía. Desde la década de 2000 ha trabajado además con música con diferentes artistas.

## Trayectoria
Douglas creció en el West Village de Nueva York. Se interesó por la fotografía cuando estaba en la escuela secundaria lo que la llevó a asistir al Bard College para estudiar cine, graduándose en 2007. Después de sus estudios en Nueva York se mudó a Frankfurt, donde se graduó en la Städelschule del 2015 al 2017con Willem de Rooij. Además de artista, Douglas ha trabajado como modelo para Balenciaga, Helmut Lang y Vetements.
Douglas es bisnieta de Dorothy Wolff Douglas, que fue profesora de economía y presidenta de departamento en Smith College. Sus obras Sombra y Luz y Sangre y Huesos fueron realizados en recuerdo de Dorothy.Fueron expuestos por primera vez en el Museo Judío de Nueva York.

## Obra
El trabajo de Douglas es interdisciplinario y abarca desde pinturas hasta performance. Las pinturas de Douglas se consideran conceptuales y combinan realismo, abstracción y humor. Douglas tiene un enfoque poco convencional de la pintura, uniendo la pintura abstracta con la habilidad técnica y la conceptualidad, cuestionando a menudo la autoría y la autenticidad. Según sus propias declaraciones se inspira en artistas como Monika Baer y Maria Lassnig.Eliza está representada por Air de Paris.
Douglas es una colaboradora frecuente de la artista alemana Anne Imhof interpretando sus obras. Actuó por primera vez en 2016 en Angst I en Kunsthalle Basel y Angst II en Hamburger Bahnhof.

## Carrera musical
Un aspecto importante en el trabajo de Douglas es la colaboración musical. Entre muchos otros artistas ha trabajado con Devendra Banhart, ANOHNI, Matteah Baim, Hercules y Love Affair y Puppies Puppies.
Douglas trabajó con Anohni para su gira europea de 2006 'TURNING', donde Eliza apareció como una de las 13 mujeres de la ciudad de Nueva York que aparecieron en el espectáculo. Y también apareció en el documental posterior 'Turning: A Film by Charles Atlas and Antony' (2012) de Charles Atla. Douglas también protagonizó el vídeo musical de la canción PARADISE de Anohni de 2017 del disco PARADISE. Douglas también cocreó la música y actuó en Sex, la pieza de Imhof de 2019 para la Tate Modern y Faust, en la 57.ª Bienal de Venecia en 2017, que ganó el León de Oro. La música de Sex se lanzó como álbum colaborativo en 2021, con crédito compartido entre Anne Imhof, Eliza Douglas y Billy Bultheel.
Para Carte Blanche 2021 en el Palais de Tokyo, Douglas escribió y produjo la música, realizó la dirección de arte, el casting, el estilismo y actuó para la obra de arte de Imhof titulada Nature Mortes.
Douglas no solo ha colaborado con otros artistas y músicos. Ha compuesto música y en ocasiones ha interpretado las bandas sonoras de presentaciones de colección de Versace, Balenciaga y Burberry. 

## Exposiciones individuales
- Bienal del Whitney, VI VII, Oslo (2022)
- Sin título, Overduin & Co, Los Ángeles (2021)
- Notre Mort, Neue Alte Brücke, Frankfurt (2021)
- Tejidos viejos llenos de lágrimas, Schinkel Pavillon, Berlín (2018) [13]
- Eliza Douglas, Museo Judío, Nueva York (2018) [14]
- Eliza Douglas Anne Imhof, Galerie Buchholz, Nueva York (2017)
- Mi alma reluciente / Soy una bola de fuego, Nassauischer Kunstverein, Wiesbaden (2017) [15]
- Mi alma reluciente, Museo Folkwang Essen (2017) [16]
- Soy todo alma, Air de Paris, París (2016)

## Exposiciones colectivas
Douglas ha participado en múltiples exposiciones colectivas de las que se pueden mencionar las siguientes: 
- Canned Heat, Bellas Artes Contemporáneas, Berlín (2023)
- Barbe à Papa, CAPC, Burdeos (2022)
- Juventud, Museo Stedelijk, Ámsterdam (2022)
- Lujuria por la vida, Edward Ressle, Shanghái (2021)
- Natures Mortes, Palacio de Tokio, París (2021)
- Green Go Home, Show Room Internacional Hua de Berlín, Berlín (2020)
- Vete a la mierda, sé amable, Air de Paris, Romainville (2020)
- Estudio Berlín, Berghain, Berlín (2020)
- ma cartografía : la colección Erling Kagge, Fundación Vincent Van Gogh, Arlés (2020)
- Altibajos de un planeta invertido, Galerie Huber Winter, Viena (2020)
- Mi C artografía, Colección Erling Kagge, Galería de Arte Santander, Boadilla del Monte (2020)
- Milléniales. Pinturas 2000-2020 , Méca - FRAC Nouvelle-Aquitaine, Burdeos (2020)
- Sexo, Castello di Rivoli, Rivoli (2020)
- Más, Air de Paris, Romainville (2019)
- Anochecer, Mendes Wood DM, Bruselas (2019)
- Sexo, The Art Institute Chicago, Chicago (2019)
- Sexo, Tate Modern, Londres (2019)
- Señorita, CRAC, Sète (2019)
- Anochecer, Mendes Wood DM, Bruselas (2018)
- La economía vitalista de la pintura, Galerie Neu, Berlín (2018)
- La costura, la falla, el defecto, Greenspon, Nueva York (2018)

## Carrera de modelo
Eliza Douglas desfiló por primera vez como modelo  cuando tenía 12 años para Helmut Lang.
En 2016 fue recomendada a Lotta Volkova, una de las principales directoras de casting del primer desfile de Demna Gvasalia en Balenciaga. El andar natural de Douglas interesó al director creativo y desde entonces ha modelado para Balenciaga abriendo o cerrando todos los desfiles.
Para el desfile Primavera/Verano 2022 de Balenciaga, Clones, una producción CGI, los 44 looks fueron modelados por Eliza Douglas gracias a un deepfake y otros modelos con el rostro de Douglas capturados por fotogrametría y escaneados tratados digitalmente.